# Eparchia nowokachowska
Eparchia nowokachowska – jedna z eparchii Ukraińskiego Kościoła Prawosławnego Patriarchatu Moskiewskiego, z siedzibą z Nowej Kachowce. Funkcję katedry pełni sobór Opieki Matki Bożej w Nowej Kachowce.

Eparchia nowokachowska na tle podziału administracyjnego UKP PM

Eparchia powstała na mocy decyzji Świętego Synodu Ukraińskiego Kościoła Prawosławnego z 14 grudnia 2007, poprzez wydzielenie z eparchii chersońskiej. Objęła rejony berysławski, wełykoołeksandriwski, heniczeski, iwanowski, kachowski, wysokopilski, niżnosirohoski oraz nowoworoncowski. Do 2009 ordynariusze eparchii nosili tytuł biskupów nowokachowskich i berysławskich, następnie – nowokachowskich i heniczeskich. Pierwszym biskupem nowokachowskim był Joazaf (Hubeń), w 2011 zastąpił go Filaret (Zwieriew).
W 2008 eparchia liczyła 190 parafii w 13 dekanatach, z czego 151 dysponowało własnymi cerkwiami. Trwała budowa dalszych dziesięciu świątyń. Eparchia prowadziła ponadto męski Biziukowski Monaster św. Grzegorza w Krasnym Majaku.